# Wesselényi Ferenc (kincstárnok)
Hadadi Wesselényi Ferenc (Véglesvár, 1540 – Krakkó, 1594) főkamarás, kincstárnok.

## Élete
I. Wesselényi Ferenc Wesselényi Farkas és Szegnyey Dorottya fia volt. Egy fiútestvére, Miklós erdélyi ítélő volt, kitől a gyekei ág származott le.
Wesselényi eleinte Bekes Gáspár híve volt, akinek Nyárádtőnél és Szentpálnál való leveretése után Báthory István pártjára állt, annak főkincstárnoka lett, és emellett tőle még a hadadi uradalmat is megkapta, melyről később ága előnevét is vette.
Miután Báthori István lengyel király lett, Wesselényi az oroszok elleni hadban is kitüntette magát, ezért landskorni és ligniczi főnök, majd tanácsos lett, 1582-ben pedig báróságot szerzett.
Wesselényi neje Sárkándy Anna lett, aki Sárkándy Pál egri kapitány és Nyáry Krisztina leánya volt. 1581-ben házasodtak Véglesváron. E házasságával egyben Bekes Gáspár sógora is lett, mivel Bekes Gáspár neje Sárkándy Anna nővére volt. Az ő tulajdonuk volt Krakkóban a híres Bárányokhoz címzett fogadó.
Wesselényinek Sárkándy Annától két fia és egy lánya maradt:
- I. István - kinek 3 gyermeke közül való volt II. Ferenc nádor és gróf, kinek II. neje Szécsy Mária volt.
- Anna - Csáky István neje lett
- I. Pál - kincstárnok (1585–1621), neje Gyulaffy Zsuzsa volt.